# 米琼日寺
米琼日寺，位于西藏自治区拉萨市城关区纳金乡，是一座藏传佛教格鲁派女尼寺院。

## 历史
米琼日寺海拔4700米左右。该寺建于12世纪初，建寺者是绕加曲吉活佛。15世纪，宗喀巴在色拉寺上的山顶修行，曾预言米琼日寺将要搬迁。当时米琼日寺的住持是吉尊卡曲白姆，是绕加曲吉活佛的转世灵童。搬迁寺院的时候，喇嘛们开始念经，不久一只“乃勒”鸟飞来，衔起一个法器飞走，落在米琼日山半山腰的一块大黑石头上。米琼日寺因而建在这只鸟指示的地址处。自宗喀巴的弟子孔如坚树·桑布当色拉寺住持起，米琼日寺便成为色拉寺的属寺。
米琼日寺的女尼自古便有练瑜伽的传统，因为过去孤据山顶的米琼日寺经常在冬季受到盗贼及流氓袭扰，女尼们便养藏獒、堆放大石堆，夜晚巡逻并鸣枪，以保护寺院并防身。曾经流传过一名米琼日寺女尼摔倒三名流氓的故事。
藏历每年6月10日来朝拜者最多，届时该寺会请人来演藏戏。演戏地点在寺外的巨石平台上，平台下面便是大峡谷。
米琼日寺曾有经堂、佛塔、小楼，鼎盛时期有200多位女尼在此修行。文化大革命中，该寺被摧毁。1987年，8个老比丘尼用化缘来的钱修复了该寺。
2007年左右，该寺的负责人是丹珍卓玛，三十岁，来自墨脱县贡卡，1991年来到米琼日寺出家。该寺重建后，曾经有100多个女尼，但到2007年左右只有50多个女尼，这一数目是经人民政府核定的，若新收出家人则必须经过人民政府批准。该寺民管会的名称是“拉萨市城关区纳金乡米穷日寺民管会”。由50多位女尼投票推选的7人小组负责寺院事务。寺院大事先征求全体僧尼意见，然后由7人小组决定，最后提交全体僧尼再一次讨论。2004年，该寺用多次集体化缘得来的钱修建了通往该寺的长4、5公里的便道。
米琼日寺是色拉寺的属寺，讲经的喇嘛主要来自色拉寺，喇嘛讲经之后，会沿着山路走回色拉寺。该寺重大宗教事务也会请教哲蚌寺高僧。除喇嘛讲经之外，女尼也可以讲经，女尼无论年龄大小，在家时间长短，只要对经文具备高妙领悟，便可当老师。
女性要想成为比丘尼，要请寺院具备资格的女尼做老师，先学藏文，后学“噶洛玛”经（文殊颂），再学“卓玛堆巴”经（度母颂）。此外，还要阅读“喇嘛曲巴”、“莫龙朗吉”、“乔瓦久珠”、“卓玛朗当玛尼”等佛经，至少要背500页以上的佛经，最后要通过有关经文的考试，再请知名活佛剃度，随后立誓皈依佛、法、僧三宝。女性必须身体健康，信仰佛教，严守戒律，认真学经，方能剃度入寺。女尼们平常并不靠化缘为生，而是靠家中供养。每个人负责自己的日常杂项及伙食开销。该寺日常杂务由全体僧尼轮流当值，3个月一轮换。

## 建筑
米琼日寺建在一个面积大约三亩左右的平台上。据历史文献记载，该平台是一块巨大的黑色石块，但如今已看不出来。平台下面是山谷。
进入该寺的门非常矮，该门为进入该寺的唯一的门。门旁边有口开凿在岩石上的井。
米琼日寺平面呈长方形，三面是女尼修行的扎仓。楼有三层，外面为走廊，摆着花盘，晾晒着衣物。一层有厨房、仓库以及一个小卖部。二、三层是住处。院子正中为一栋两层的经堂，其中一层是念经之所，可以容纳20多人念经，中间供奉观音菩萨及宗喀巴等祖师像，二层供奉各种神位。屋顶是连通的平台，人们可在上面活动。